# KFC Heusden Sport
KFC Heusden Sport is een Belgische voetbalclub uit de Heusden. De club is aangesloten bij de KBVB met stamnummer 2173 en heeft blauw en rood als kleuren.

## Geschiedenis
De club ontstond in 1927 onder impuls van de studerende gebroeders Van Tieghem en ging van start in het Katholiek Sportverbond (KVS). In 1932 maakte men de overstap naar de Belgische Voetbalbond.
De club groeide snel uit tot een te duchten tegenstander en zou tot 1967 het grootste deel van zijn geschiedenis in Tweede Provinciale aantreden.
Twee maal kwam men erg dicht bij promotie naar de hoogste provinciale reeks, in 1946 werd een testwedstrijd voor promotie verloren tegen FC Sparta Gent en in 1963 strandde men opnieuw op de tweede plaats op slechts één punt van FC Olympia Gent dat kampioen werd.
In 1967 zakte Heusden naar Derde Provinciale, de club kreeg het erg moeilijk en kwam midden jaren zeventig zelfs in Vierde Provinciale terecht.
Tot 1993 wisselde de club periodes in Derde en Vierde Provinciale af, toen werd men kampioen in Vierde Provinciale en verliet deze reeks, waarna men, op twee seizoenen Tweede Provinciale na, onafgebroken in Derde Provinciale speelde.
In 2001 behaalde men de titel in Derde Provinciale en zo promoveerde men naar Tweede Provinciale. Het verblijf duurde er echter maar een seizoen en Heusden zakte weer naar Derde Provinciale. In 2013 behaalde men daar nogmaals een titel en Heusden Sport promoveerde weer naar Tweede Provinciale. Maar ook deze keer bleef het verblijf in tweede provinciale beperkt tot een seizoen. Deze titel werd de laatste in de clubgeschiedenis.
Sinds 2012 neemt de club ook met een B-elftal deel aan de competities in provinciale afdelingen. KFC Heusden Sport "B" werkte in 2019-2020 zijn achtste opeenvolgende seizoen in Vierde Provinciale af.
Voor het seizoen 2024-2025 fuseerde KFC Heusden Sport met FC Destelbergen tot een nieuwe ploeg met de naam KFV Hedes.